# Allopseudaxine macrova
Allopseudaxine macrova är en plattmaskart. Allopseudaxine macrova ingår i släktet Allopseudaxine och familjen Axinidae. Inga underarter finns listade i Catalogue of Life.